# Большая Тетля
Большая Тетля — река в России, протекает по Кудымкарскому и Карагайскому районам Пермского края. Устье реки находится в 60 км от устья Нердвы по правому берегу. Длина реки — 35 км.

## Физико-географическая характеристика
Исток реки на Верхнекамской возвышенности в лесу в 4 км к западу от села Ракишна. Река течёт на восток, перед устьем поворачивает на север. Русло сильно извилистое, особенно в низовьях. Река протекает сёла и деревни Ракшина, Денисята, Яричи, Одинцово, Нилигова, Тобольская, Грудная, Лямкино. Притоки — Пакли, Малая Тетля, Кушерка, Фадеевка, Гудырья, Ушамшор, Мытшор (правые); Медведка, Волковка (левые). Впадает в запруду на реке Нердве у села Нердва. Ширина перед устьем около 15 метров, скорость течения 0,2 м/с.

## Данные водного реестра
По данным государственного водного реестра России относится к Камскому бассейновому округу, водохозяйственный участок реки — Кама от города Березники до Камского гидроузла, без реки Косьва (от истока до Широковского гидроузла), Чусовая и Сылва, речной подбассейн реки — бассейны притоков Камы до впадения Белой. Речной бассейн реки — Кама.
Код объекта в государственном водном реестре — 10010100912111100009752.